# Società Sportiva Pescara 1939-1940
Questa voce raccoglie le informazioni riguardanti la Società Sportiva Pescara nelle competizioni ufficiali della stagione 1939-1940.

## Rosa
| N. |                   | Ruolo | Calciatore           |
| -- | ----------------- | ----- | -------------------- |
|    | Italia (bandiera) | A     | Candido Arrighi      |
|    | Italia (bandiera) | A     | Renato Basile        |
|    | Italia (bandiera) | C     | Mario Brandimarte    |
|    | Italia (bandiera) | A     | Pio Candeloro        |
|    | Italia (bandiera) | A     | Pietro Carta         |
|    | Italia (bandiera) | C     | G. Crovatin          |
|    | Italia (bandiera) | C     | Francesco D'Albenzio |
|    | Italia (bandiera) | C     | Alfredo De Angelis   |
|    | Italia (bandiera) | D     | Rodolfo D'Elce       |
|    | Italia (bandiera) | C     | Renato Di Biase      |
|    | Italia (bandiera) | C     | Ciriaco D'Incecco    |
|    | Italia (bandiera) | C     | G. D'Olimpio         |
|    | Italia (bandiera) | P     | Mariano Fabiani      |

| N. |                   | Ruolo | Calciatore        |
| -- | ----------------- | ----- | ----------------- |
|    | Italia (bandiera) | C     | Paolo Giammarco   |
|    | Italia (bandiera) | A     | Carlo Guarnieri   |
|    | Italia (bandiera) | A     | Dante Lacorata    |
|    | Italia (bandiera) | C     | Gaetano La Porta  |
|    | Italia (bandiera) | A     | Dante Mariani     |
|    | Italia (bandiera) | C     | Edmondo Maturo    |
|    | Italia (bandiera) | D     | Ostavo Mincarelli |
|    | Italia (bandiera) | P     | Dino Monini       |
|    | Italia (bandiera) | D     | Guglielmo Paludi  |
|    | Italia (bandiera) | P     | Fernando Pezzella |
|    | Italia (bandiera) | C     | Gino Piccinini    |
|    | Italia (bandiera) | C     | C. Piccone        |
|    | Italia (bandiera) | C     | Renato Sodini     |